# IFK Göteborg
IFK Göteborg, lokalt ofta bara IFK (IdrottsFöreningen Kamraterna), även Blåvitt, Änglarna, Kamraterna och Göteborgskamraterna, är en svensk idrottsförening från Göteborg grundad den 4 oktober 1904, med fotboll som den mest kända idrotten, men på senare tid orientering som den mest framgångsrika. Sedan 2018 är fotbollssektionen en självständig förening som ingår i alliansföreningen IFK Göteborg. Efter att Allsvenskan 2024 avgjorts ligger IFK Göteborg tvåa i Fotbollsallsvenskans maratontabell och har blivit svenska mästare 18 gånger.
Under 1980-talet hade klubben sin storhetstid, och 1982 vann laget samtliga större tävlingar: Allsvenskan, SM-slutspelet, Svenska cupen och som första svenska klubb Uefacupen. IFK fick samma år mottaga Fair Play-priset samt tilldelades Hall of Fames hedersomnämnande vid Idrottsmuseet i Göteborg. 1987 vann klubben Uefacupen ännu en gång. IFK var nära att ta det sista steget i Europacupen, men förlorade mot FC Barcelona efter straffavgörande i semifinalen 1986.
Även under 1990-talet var IFK Göteborg Sveriges mest framgångsrika herrfotbollslag, då laget vann sex titlar i Allsvenskan, 1990–1991 och 1993–1996.

## Historia

### Början

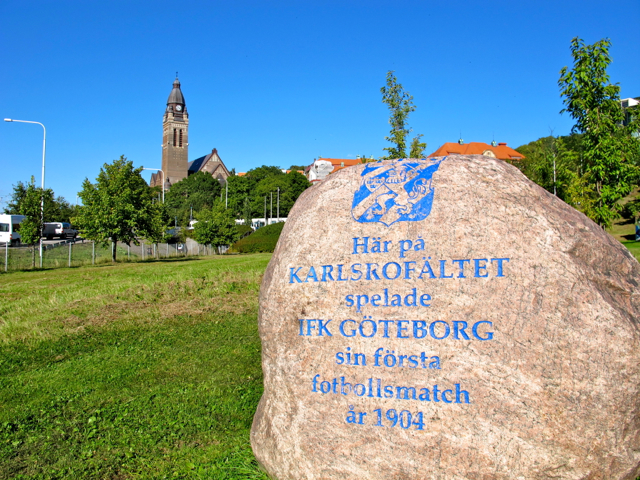
Karlsrofältet invid Änggården där IFK Göteborg spelade sin första match 1904. I bakgrunden Annedalskyrkan.

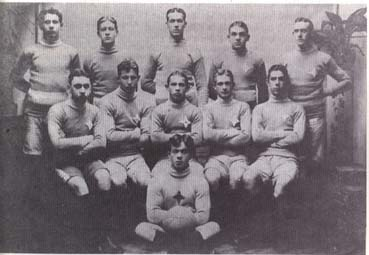
IFK Göteborgs lag år 1905.

IFK Göteborg grundades den 4 oktober 1904 då ett tjugotal ungdomar samlats på Café Olivedal, i hörnet av Olivedalsgatan och Sveaplan i dåvarande Majornas sjunde rote, där de bildade krets 39 av Idrottsföreningen Kamraterna. Initiativtagare var John Säwström och chalmersingenjören Arthur Wingren, som också blev föreningens första ordförande. Chalmers har för övrigt gamla fotbollstraditioner med Chalmers Bollklubb som bildades 1889. De övriga i styrelsen var Enok Olsson (vice ordförande), John Säwström (sekreterare), Nils Andersson (vice sekreterare), Meyer Kanterowitz (kassör), Herbert Johansson (intendent) samt de båda suppleanterna James Andersson och Stellan Ljungberg.
IFK:s föregångare var IF Kamraterna i Annedal som bildades 1895, men upphörde 1899. Ytterligare två föreningar hade uppstått i Annedal; Idrottssällskapet Kamraterna och Annedals Sportklubb. Medlemmarna i de två föreningarna hade det svårt i början, eftersom det var svårt för arbetare att få tiden att räcka till idrott också. Dessutom möttes idrotten med misstänksamhet och ibland förakt bland grannarna i Annedal, men på försommaren 1904 samlades de drivande krafterna i Idrottssällskapet och Sportklubben då en sammanslagning diskuterades. De beslutade om att ansöka hos Centralstyrelsen för Kamratförbundet om att få bilda en egen krets i Göteborg. Runt om i Sverige fanns redan en rad föreningar med namnet "Kamraterna", men för att bli en av de många kamratkretsarna behövdes Centralstyrelsens godkännande. De fick dock ett överraskande besked från Centralstyrelsen i Stockholm om att en ansökan från Göteborg redan hade beviljats, insänd av två ingenjörsstuderande på Chalmers tekniska högskola: Arthur Wingren och Stellan Ljungberg. Eftersom Wingren och Ljungberg bara hade lyckats samla ett fåtal intresserade, hade de inte hunnit få igång någon verksamhet inom kretsen vilket ledde till möte.
Det var strax söder om Linnéplatsen som Karlsrofältet fanns, den första träningsplanen, som Blåvitt vann fyra vänskapsmatcher på under hösten 1904 med målskillnaden 8–2.
På hösten 1904 ändrades namnet till Idrottsföreningen Kamraterna Göteborg genom en sammanslagning med Annedals Sportklubb. Femtio personer betalade medlemsavgift, och den blåvitrandiga klubbdräkten kom först 1910, innan dess användes vita tröjor och blå byxor. Första lagkaptenen var John Säwström, och den första reguljära fotbollsmatchen spelades mot IK Vikingen som IFK förlorade med 1–2. IFK startade i SM första gången 1907, och i första matchen förlorade de mot Örgryte IS med 0–8. I Sveriges första fotbollslandskamp, mot Norge 1908, deltog tre spelare från IFK; Ove Eriksson, Nils Andersson och Erik Börjesson.
Under åren 1904–1970 vann IFK Göteborg sju svenska mästerskapsguld, det första den 11 oktober 1908 mot IFK Uppsala som laget besegrade med 4–3 inför cirka 3 000 åskådare på Walhalla idrottsplats. Blåvitts första fixstjärna var Erik Börjesson, som kom från Jonsered drygt ett år före SM-finalen mot IFK Uppsala, i juli 1907. Börjesson spelade cirka 300 matcher för Blåvitt, åren 1907–1910 och 1912–1920. Den andra svenska mästerskapssegern kom 1910 mot Djurgårdens IF med 3–0 inför 5 510 personer, där Erik Börjesson gjorde alla tre målen.
Östra Hamngatan 24 var adressen för IFK:s första klubblokal, som öppnades år 1920 (numera riven). Den tredje SM-titeln vann IFK Göteborg under första världskriget 1918. Detta var IFK Göteborgs första SM-final i Stockholm, på Stockholms stadion, där 6 000 åskådare satt bänkade då IFK Göteborg vann med 5–0 mot Helsingborgs IF. I den första säsongen av Allsvenskan 1924/1925, placerade sig IFK på en andra plats. Filip "Svarte-Filip" Johansson blev Allsvenskans första skytteligavinnare när han under denna säsong gjorde 39 mål på 22 matcher, vilket är rekord. Det första allsvenska guldet kom säsongen 1934/1935, då laget tränades av Eric Hjelm. Nästa SM-titel kom 1942, då laget vann med fyra poängs marginal över Gais.

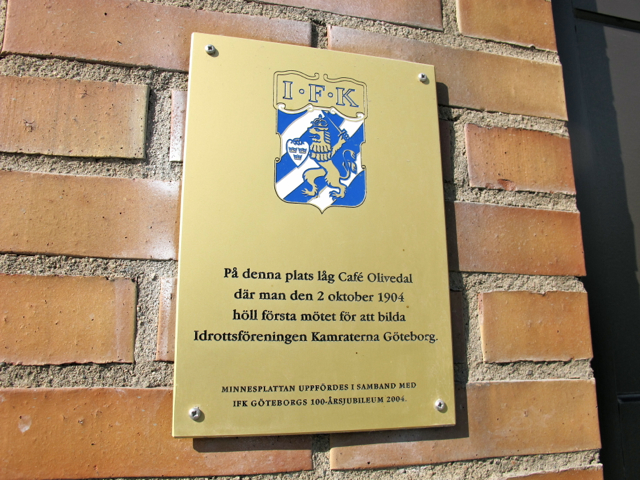
Minnesplakett.
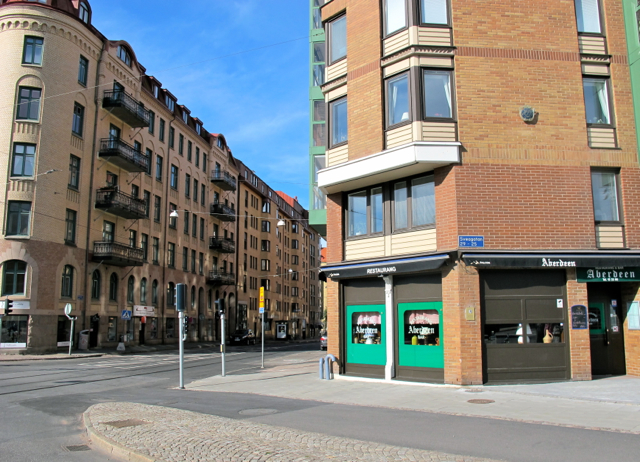
Platsen för IFK:s grundande (2013).
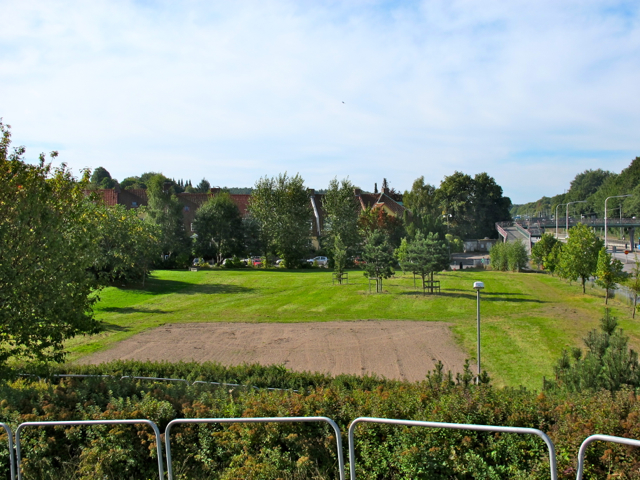
Karlsrofältet (2013).

År 1924 reste IFK Göteborg till Spanien, för den dittills mest omfattande utlandsturnén som ett svenskt fotbollslag hade gjort (där klubben utmanade FC Barcelona, Athletic Bilbao och Atletico Madrid). En annan långresa gick 1949 till Nordamerika mellan den 12 juni och 9 juli, med syftet att marknadsföra europeisk fotboll. Den 35 dagar långa turnén hade kostat IFK cirka 30 000 kronor.

### Änglarna

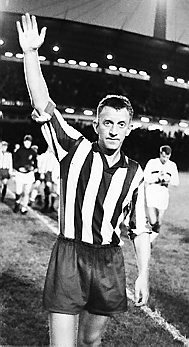
Bertil "Bebben" Johansson 1966.

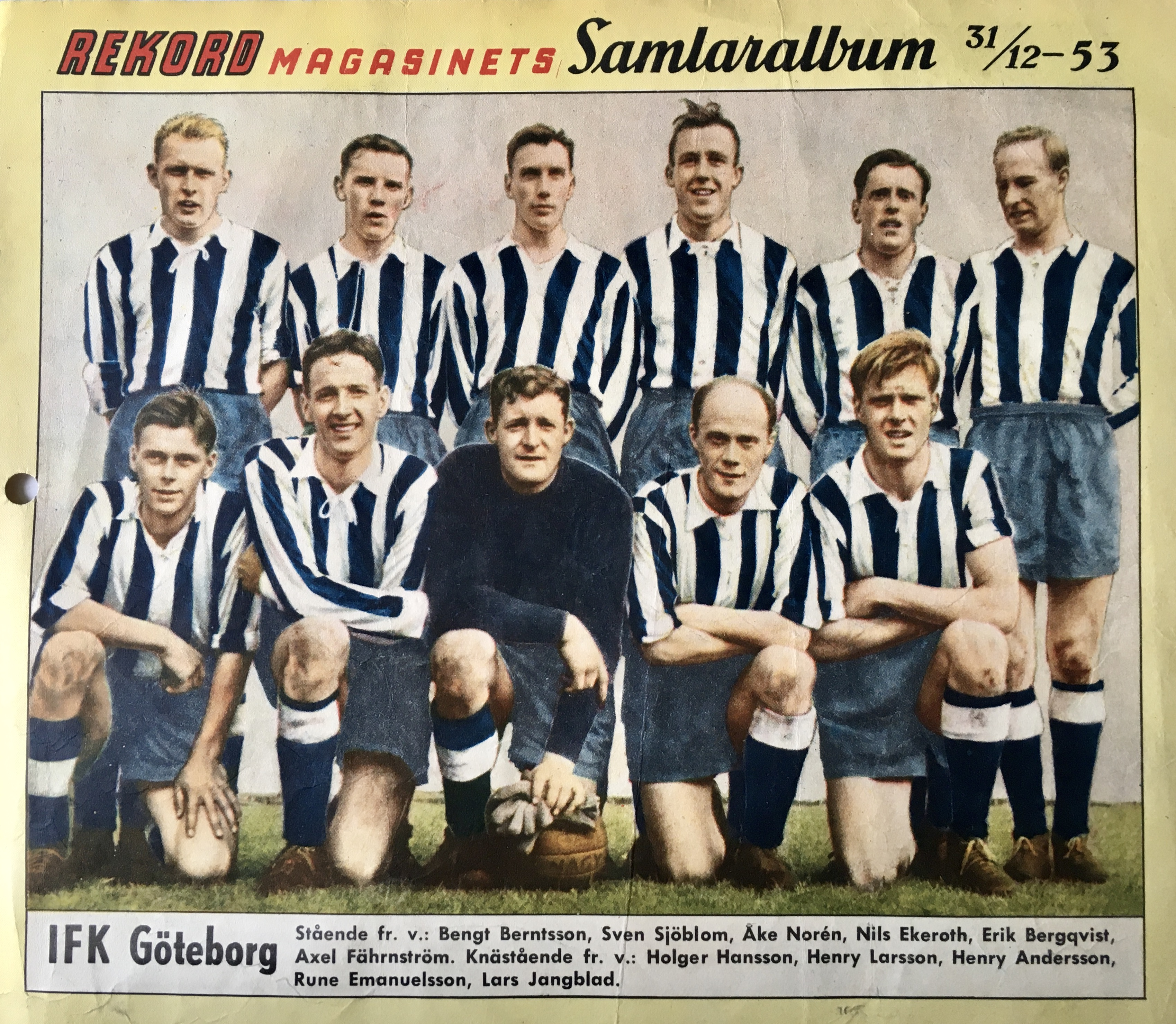
IFK Göteborg årgång 1953 med följande spelare stående från vänster: Bengt "Fölet Berndtsson, Sven Sjöblom, Åke Norén, Nils Ekeroth, Erik Bergqvist, Axel Fährnström – knästående från vänster: Holger Hansson, Henry Larsson, Henry Andersson, Rune Emanuelsson och Lars Jangblad.

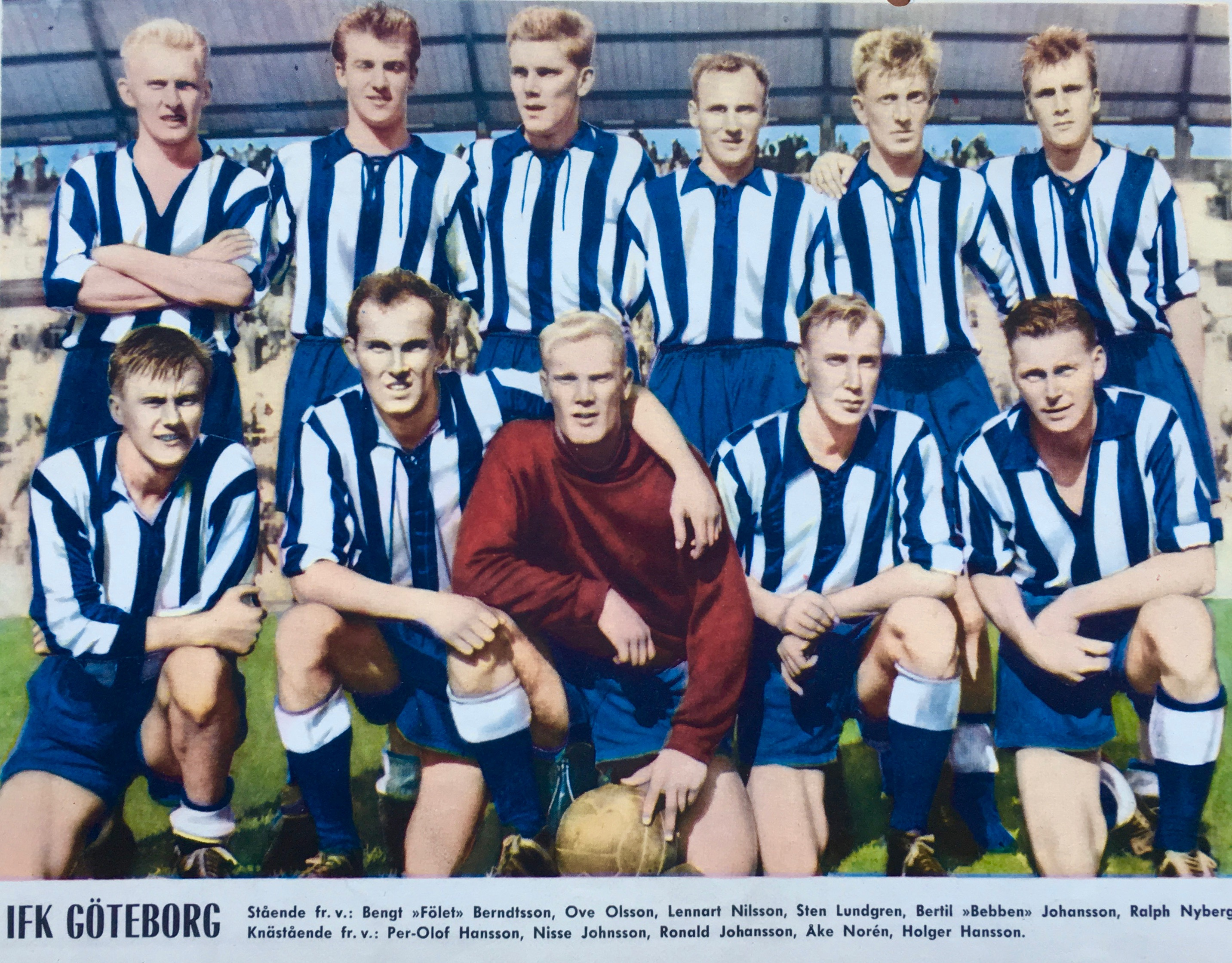
IFK:s vinnande lag i allsvenskan 1958.

Namnet "Änglarna" föddes i mitten av 1950-talet, av kolportören Bengt Nilsson. Tidigare denna dag hade IFK Göteborg slagit AIK med 5–3. Bland gästerna fanns den legendariske Ny Tid-tecknaren Gunnar "Bong" Bongberg, som dagen efter ritade sitt dubbelspaltiga Ullevi-reportage med temat "änglarna".
Det dröjde till 1958 innan IFK vann Allsvenskan igen, samma år som VM spelades i Sverige och Ullevi var nybyggd. I laget som tränades av Walter Probst spelade bland andra Bengt "Fölet" Berndtsson, Owe "Fiskar-Owe" Ohlsson och Bertil "Bebben" Johansson. "Bebben" var mycket värdefull för laget och skulle som tränare vinna SM-titel med IFK 1969, och "Fölet" Berndtsson och Owe Ohlsson togs ut i VM-truppen.
1961 invigdes Kamratgården och IFK spelade 5–5 mot de blivande svenska mästare IF Elfsborg i en klassisk match. 1962 anslöt landslagsanfallaren Yngve Brodd från proffslivet i Frankrike till IFK och blev 1963 tränare för laget, som han ledde fram till 1966.
1969 tog IFK efter två niondeplatser 1967–1968 SM-titeln för första gången på elva år med Bertil "Bebben" Johansson som tränare. IFK-anfallaren Reine Almqvist blev allsvensk skyttekung och andra nyckelspelare var mittbacken Björn Ericsson, lagkaptenen Reine Feldt och kreativa mittfältaren Göran "Pisa" Nicklasson. I samma veva debuterade Nicklasson i landslaget, och blev även uttagen till VM i Mexiko 1970. Laget spelade en enkel fotboll, av "Bebben" Johansson lanserad som "bonnfotboll". IFK var också det lag med högst publiksnitt och hade säsongens högsta publiksiffror i de två derbyna mot Gais. Nästa säsong kom IFK att åka ur allsvenskan, efter att ha förlorat den sista matchen mot Örebro SK med 1–0 på Eyravallen. Publikbråk uppstod då fans till IFK Göteborg rusade in och försökte riva ner målburen i hopp om omspel och matchen avbröts med cirka 8 minuter kvar och IFK-supportrar hamnade i bråk med polis.

### 1970-talet
Efter IFK Göteborgs guld 1969 åkte klubben ur Allsvenskan 1970. IFK förblev i dåvarande division II (idag Superettan) under ett antal år. Några spelarprofiler under denna period var bland annat Donald Niklasson, Sten Danielsson och Eddy Magnusson. 1972 spelade 28 spelare i IFK:s A-trupp varav 13 var nyförvärv och 1973 var det 19 nya spelare i truppen. Samtidigt rasade publiksiffrorna, vilket försämrade klubbens ekonomi. Bertil Westblad blev ny ordförande 1972 och 1974 blev Anders Bernmar vice ordförande och klubbdirektör. Bernmar låg bakom att IFK Göteborg återigen blev ett lag som lockade storpublik. 1976 skrev Gert Lengstrand låten Heja Blåvitt och Schytts spelade in den på albumet "Änglalåtar". Låten spelades på IFK:s hemmamatcher fram tills 2009, då IFK:s inmarschlåt byttes till Snart skiner Poseidon skriven av Joel Alme. 1976 sattes ett rekord för division II när 50 690 åskådare följde derbyt mot Gais.
Under Westblads och Bernmars ledning inleddes en satsning då Kamratgården intecknades och styrelsen gick i borgen för lån. IFK gjorde flera uppmärksammade värvningar i landslagsspelarna Björn Nordqvist och Ove Kindvall som anslöt 1975 och Ralf Edström som anlände 1977. 1975 kom IFK tvåa i Division II efter Kalmar FF som avancerade till Allsvenskan med en poängs marginal gentemot IFK. Nästföljande säsong kunde IFK säkra återkomsten till Allsvenskan när laget vann Division II med åtta poängs marginal framför tvåan Helsingborgs IF. Under comebacksäsongen i Allsvenskan 1977 hade IFK 23 760 åskådare i snitt per hemmamatch, det tredje högsta snittet i Sverige genom tiderna. 1978 följde IFK efter Malmö FF och införde "halvproffsverksamhet" där spelare arbetade halvtid och fick mer tid över till träning.
I slutet av 1970-talet kom en ny ung generation spelare fram som skulle lyfta klubben till toppen. Från Jonsered kom anfallaren Torbjörn Nilsson som 1976 debuterade i landslaget och 1975 värvades tvillingbröderna Conny Karlsson och Jerry Carlsson från IFK Oskarshamn efter tips från densamme. Från Hisingen och IF Warta hämtades Glenn Hysén och från Lerkil Glenn Strömberg. 1976 värvades återigen ett brödrapar i Tommy och Tord Holmgren från Gällivare. 1979 blev Sven-Göran Eriksson ny tränare för IFK och implementerade sitt nya spelsystem som skulle komma att lyfta laget till oanade höjder. IFK:s spelsystem har beskrivits av Sven-Göran Eriksson som ett som bygger på kollektiv insats med utrymme för individualism.

### 1980-talet

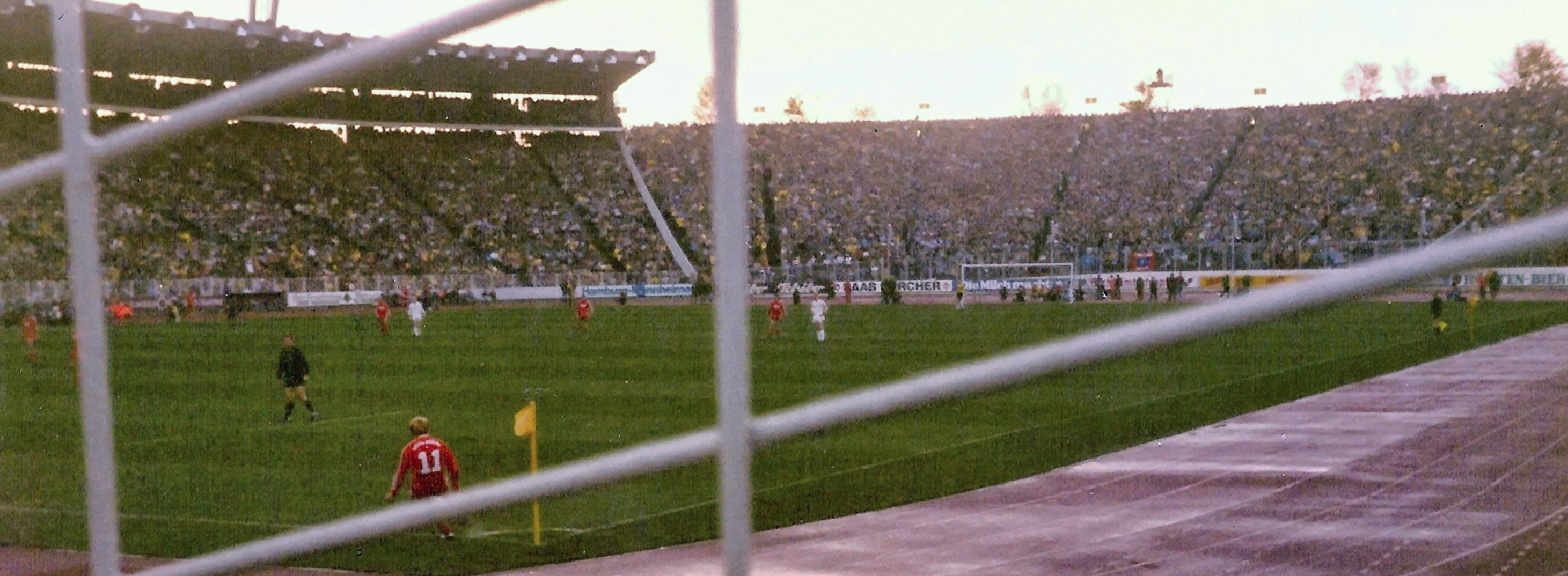
Volksparkstadion 1981.

Efter ett 1970-tal där Malmö FF dominerat Allsvenskan tog IFK över den rollen under 1980-talet efter Östers IF:s korta tid i toppen av Allsvenskan 1980–1981. En första framgång i Europa fick IFK i Cupvinnarcupen 1980 då de tog sig till kvartsfinal men förlorade mot Arsenal. Andraplatsen i Allsvenskan 1980 medförde att IFK fick delta i Uefacupen 1981/1982. I de inledande omgångarna vann IFK mot finländska Valkeakoski, österrikiska Sturm Graz samt rumänska Dinamo Bucureşti och kvalificerade sig för kvartsfinal, där de lyckades slå ut Valencia. IFK:s hemmamatch inför 50 108 åskådare vanns med 2–0, och efter att ha besegrat Kaiserslautern i semifinalen tog de sedan även en finalplats.
I finalen mötte IFK Göteborg Hamburger SV i två matcher, som båda vanns av IFK. IFK Göteborg hade som första (och ännu, 2023, enda) svenska lag vunnit en europeisk titel. Segern i Uefacupen innebar att klubbens ekonomi kunde räddas, efter en kaotisk vår då styrelsemedlemmar hade avgått och klubben hade miljonskulder. För att kunna åka till Valencia tvingades Anders Bernmar be sponsorn SKF om ett snabblån. Ordförande Bertil Westblad avgick och Gunnar Larsson valdes till hans efterträdare i mars 1982. I laget spelade inte mindre än fyra Glenn: Glenn Hysén, Glenn Strömberg, Glenn Schiller och Glenn Holm, ett faktum som gett upphov till den populära ramsan "Alla heter Glenn i Göteborg" av Hammarbys fans under andra SM-finalen 1982 på Söderstadion. Andra profiler i laget var landslagsmålvakten Thomas Wernersson, backarna Conny Karlsson och Ruben Svensson, mittfältaren Tord Holmgren och anfallaren Dan Corneliusson.
1982 vann IFK Göteborg även Allsvenskan och segrade i Svenska cupen. I mästerskapsfinalen vann IFK mot Hammarby IF på Söderstadion i den andra finalmatchen med 3–1 och vann därmed med sammanlagt 4–3. I samband med finalmatchen tilldelades Torbjörn Nilsson Guldbollen. IFK hade även stått för en utklassning i semifinalen mot Malmö FF med sammanlagt 8–1. Däremot lyckades IFK inte erövra Bragdguldet, som gick till Mats Wilander efter hans seger i Franska öppna.
IFK vann SM-titel även 1983 och 1984 och kunde dessutom försvara segern i Svenska cupen 1983. I Allsvenskan slutade IFK trea 1983 men i dåtidens SM-slutspel kunde IFK ta hem mästerskapet efter 1–1 och 3–0 i finalerna mot Östers IF. 1984 vann IFK Allsvenskan och defilerade i mål som svenska mästare efter sammanlagt 7–1 mot IFK Norrköping i SM-finalen.
Nästa stora internationella framgång för IFK Göteborg kom 1986 då laget nådde semifinal i Europacupen för mästarlag efter segrar över Fenerbahçe och Aberdeen. I laget spelade den unge anfallaren Johnny Ekström som samma år landslagsdebuterade och andra nya spelare efter 1982 var Roland Nilsson och Stefan Pettersson. Dessutom hade Torbjörn Nilsson återvänt efter proffsåren i Kaiserslautern. I den första semifinalen vann IFK mot det spanska storlaget FC Barcelona med 3–0, men Barcelona vann med samma siffror hemma och vann sedan straffsparksläggningen. Torbjörn Nilsson blev turneringens skyttekung med sju fullträffar.
Den framgångsrika säsongen 1986–1987 slutade med SM-titel 1987 efter två dramatiska finaler mot Malmö FF. Säsongens höjdpunkt blev den andra finalsegern i Uefacupen mot Dundee med sammanlagt 2–1, och tidigare i turneringen stod IFK för kvartsfinalsegern mot Inter där IFK gick vidare efter 1–1 på San Siro. Efter segern i Uefacupen 1987 försvann elva spelare; däribland Stig Fredriksson, Glenn Hysén (Fiorentina), Peter Larsson (Ajax), Thomas Wernersson och Tord Holmgren (Fredrikstad). Fredriksson och Wernersson utsågs till nya klubbdirektörer. 1988 slutade Blåvitt tvåa i Allsvenskan men åkte ur slutspelet i semifinalen mot Djurgården.

### 1990-talet
Under 1990-talet fortsatte framgångarna för IFK och laget blev svenska mästare 1990 och 1991. IFK hade värvat bland annat Kennet Andersson och Stefan Rehn. Efter några år som ungdomstränare blev Roger Gustafsson huvudansvarig för A-laget 1990. IFK har sedan början av 90-talet en tradition att äta pyttipanna, så kallad guldpytt, endast i samband med att de vinner Allsvenskan och blir svenska mästare i fotboll.
1993 inleddes en dominans i Allsvenskan när laget 1993–1996 tog fyra raka segrar, och spelade återkommande i Uefa Champions League. I 1992/1993 års upplaga slutade laget tvåa bakom AC Milan i gruppspelet som gällde en finalplats. I Uefa Champions League 1994/1995 vann IFK sin grupp före tvåan FC Barcelona men åkte sedan ut i kvartsfinalen mot Bayern München på bortamålsregeln. Denna period hade IFK bland andra landslagsspelarna Håkan Mild, Thomas Ravelli, Magnus Erlingmark, Jesper Blomqvist, Teddy Lučić, Pontus Kåmark och Joachim Björklund i truppen, som alla var med i Sveriges VM-trupp som tog brons 1994. IFK:s senaste deltagande i Champions League följde säsongen 1997/1998 då laget kvalificerade sig genom att slå ut Rangers i kvalet med sammanlagt 4–1. I gruppspelet slutade IFK på en sistaplats bakom Bayern München, Paris Saint-Germain och Beşiktaş.
1996 köpte IFK Niclas Alexandersson från Halmstads BK och Andreas Andersson från Degerfors IF. Laget slutade tvåa i Allsvenskan efter Halmstads BK vilket efter föregående år sågs som ett misslyckande. De följande åren blev utan framgångar för IFK som året efter slutade på en åttondeplats. För första gången på länge var IFK Göteborg inte heller bästa klubben i staden, i och med att Västra Frölunda IF knep en femteplats. Flera spelare lämnade: Jesper Blomqvist och Andreas Andersson blev utlandsproffs och Thomas Ravelli avrundade karriären i USA. IFK gjorde därefter flera värvningar i form av Christian Karlsson, Joakim Persson, Stefan Bärlin och Magnus Pehrsson som hade stora förväntningar på sig men som inte lyckades på Kamratgården. IFK värvade även internationellt genom anfallaren Emmanuel Tetteh. En lyckad värvning blev målvakten Bengt Andersson. Tränaren Mats Jingblad lämnade mitt under säsong efter 0–4 mot Örebro SK och in kom den gamla IFK-anfallaren Reine Almqvist. Almqvist lämnade i sin tur under säsongen 1999 efter en för IFK inte tillfredsställande säsong och Stefan Lundin tog över som tränare.

### 2000-talet

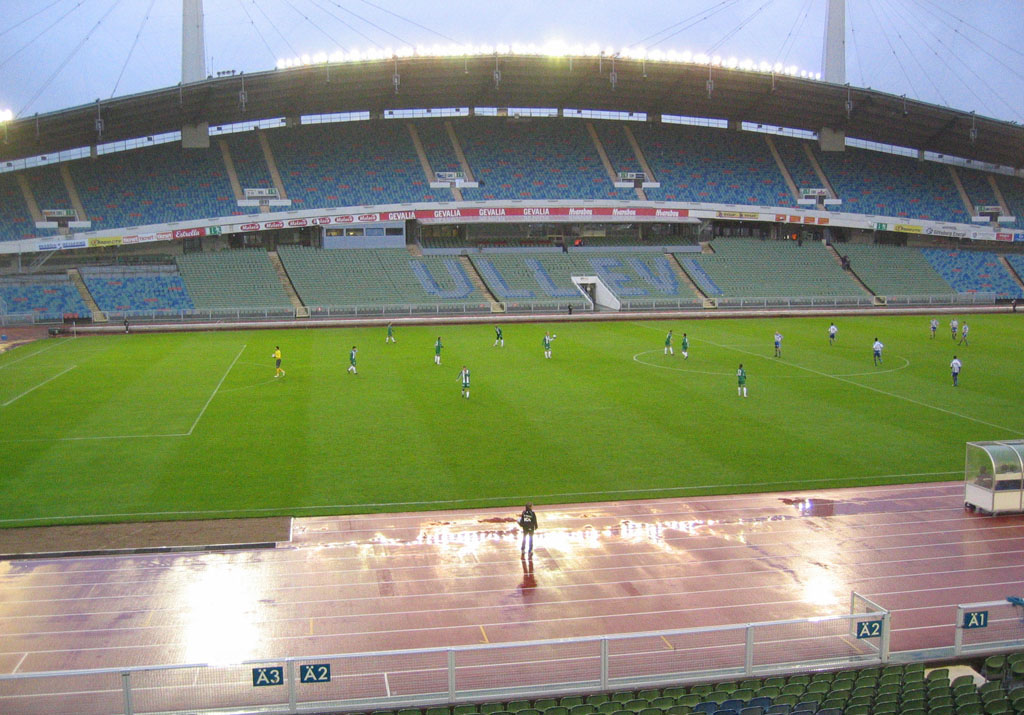
IFK Göteborg spelar träningsmatch mot Hammarby IF i november 2005.

Inför säsongen 2000 värvades trion Gustaf Andersson, Tomas Rosenkvist och Mikael Sandklef från lokalkonkurrenten Västra Frölunda IF Fotboll. IFK låg i toppen av allsvenskan under sommaren, men det blev till slut en fjärdeplats. Vänsterbacken Stefan Landberg skadades och tvingades avsluta sin karriär. 2000 avgick Gunnar Larsson som ordförande efter 18 år på denna post.
2001 kompletterades truppen med hemvändaren Pontus Kåmark, och Martin Ericsson. Med hjälp av juniorerna Fredrik Karlsson/Risp och Sebastian Johansson ledde klubben Allsvenskan i början av juni. Håkan Mild skadade sig på våren, och laget föll således i tabellen. Mild återkom på hösten och Blåvitt slogs om seriesegern, men efter bortaförlusterna mot GIF Sundsvall och Helsingborg i de sista matcherna slutade säsongen med en ny fjärdeplats i den Stockholmsdominerade tabellen. 2001 hade IFK totalt 10–0 i målskillnad mot Malmö FF, varav IFK:s största segersiffror (6–0) blev ett faktum.
2002 var för första gången på länge en nederlagssäsong för IFK, som efter viss slutdramatik i botten fick kvala mot Västra Frölunda IF och säkra ett nytt allsvenskt kontrakt, där temporära tränarbyten hade gjorts under året. Under vintern 2002/2003 blev Bosse Johansson ny tränare i IFK och laget lånade några spelare; däribland Hans Blomqvist, som blev en ny publikfavorit i sin hemmadebut med två mål i vinsten 3–0 mot Malmö. Publiksiffran 40 382 noterades på Ullevi i 5–2-vinsten mot ÖIS den 27 maj, och IFK slutade säsongen på sjunde plats.
2004 firades 100-årsjubileumsåret och IFK slutade på tredje plats efter stora spelarinvesteringar, följt av spelarskador med mera, och några matcher med stora publiksiffror. Den stora investeringen var anfallaren Peter Ijeh som köptes från Malmö FF. Efter Allsvenskans slut spelade IFK Svenska cupen-final mot Djurgården, förlust med 1–3. Efter 2004 lämnade Bosse Johansson klubben och laget behövde en ny tränare, vilken blev norrmannen Arne Erlandsen från Lillestrøm SK.

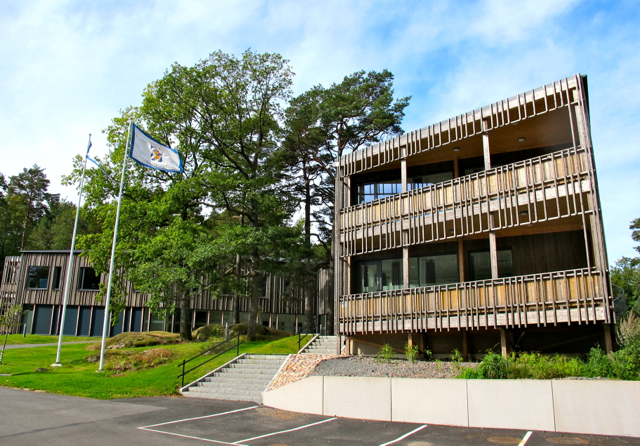
Dagens Kamratgård byggdes 2012–2013.

Inför 2005 hade IFK Göteborg spelat i nystartade Royal League men förlorat finalen mot FC Köpenhamn efter 13 straffsparksomgångar. Oscar Wendt, Karl Svensson, Mattias Bjärsmyr, Pontus Wernbloom, Andrés Vasquez samt bröderna Jonatan och Marcus Berg blev den "nya generationen" som tog över efter alla spelare som var skadade eller lämnade klubben. Ullevi fylldes vid guldmatchen i Allsvenskan, som DIF vann med 3–1.
På hösten 2005 hade klubben blivit anklagad för skattebrott, och Mats Persson och Peter Ijeh hämtades av polis för förhör. Anklagelserna gällde Peter Ijehs och Stefan Selakovics övergångar till klubben. Denna händelse döptes av tidningarna till "IFK Göteborgs omtalade skatteaffärer". Detta gjorde att klubbchefen Mats Persson och kassören Janne "Plånbok" Nilsson avgick. Peter Ijeh såldes till FC Köpenhamn. Klubben fick också betala 13 miljoner kronor i obetald skatt, plus skattetillägg för Peter Ijeh och Stefan Selakovic. Klubben lyckades dock undvika ytterligare bestraffning, till exempel tvångsnedflyttning, genom att hävda trolöshet mot huvudman vilket gjorde att all skuld lades på de tidigare nämnda aktörerna.
På årsmötet 2006 avgick Bengt Halse som ordförande och Stig Lundström blev ny ordförande. Gamla storspelaren Håkan Mild avslutade karriären och blev hyllad under sin sista match mot norska Lyn i Royal League, och blev efter detta sportchef för klubben. Under vintern försökte Blåvitt förstärka truppen genom att värva Magnus Kihlberg, Thomas Olsson, Ali Gerba och Jonas Wallerstedt. De två förstnämnda kom i stort sett gratis till klubben, medan kanadensaren Gerba kostade tre miljoner kronor. IFK placerade sig inledningsvis högt upp i tabellen, men efter VM-uppehållet avgick Arne Erlandsen. Den assisterande tränaren Kjell Petersson tog över. Under sommaren lämnades IFK av Karl Svensson (för Rangers), och Oscar Wendt (FC Köpenhamn, för 8 miljoner) och IFK fick backbrister. Laget slutade till slut på åttonde plats i Allsvenskan 2006.
IFK Göteborg gjorde inför säsongen 2007 klart med en ny tränartrio, och en fortsatt satsning på unga spelare. I augusti såldes Marcus Berg till den holländska klubben FC Groningen för över 30 miljoner kronor. Den tidigare petade mittfältaren Pontus Wernbloom klev fram i den nya rollen som anfallare och blev lagets nya målskytt. Laget provade även 15-årige Nicklas Bärkroth som anfallare i hemmamatchen mot IF Brommapojkarna som därmed blev Allsvenskans yngste spelare genom tiderna. IFK blev svenska mästare för första gången sedan 1996. I sista hemmamatchen mot Trelleborgs FF kom 41 471 åskådare trots ösregn och kyla. Publiksnittet 15 797 åskådare blev det högsta allsvenska publiksnittet sedan 1970-talet. I Svenska cupen gick IFK Göteborg till final efter segrar mot Ängelholm, Ljungby IF, Gefle IF, Mjällby AIF och Landskrona BoIS. Finalen förlorades borta mot Kalmar FF med 3–0.
Inför 2008 lade Magnus "Ölme" Johansson och Bengt Andersson av sina fotbollskarriärer på elitnivå, följt av några försäljningar och nyförvärv även senare under året. I Allsvenskan var IFK på en fjärde plats inför Fotbolls-EM 2008, och kom till slut trea. Säsongens titel kom när IFK Göteborg vann över Kalmar FF med 3–1 i Svenska Supercupen den 23 mars. Den 15 juli blev det drabbning mot SS Murata från San Marino för att spela den första matchen i första kvalomgången för Uefa Champions League 2008/2009, och vann detta dubbelmöte med totalt 9-0 i målskillnad. Nästa kvalomgång spelades mot FC Basel från Schweiz där IFK Göteborg slogs ut. Den 21 september spelades finalen i Svenska cupen 2008 mellan Kalmar FF och IFK Göteborg, som även var finalister 2007. Matchen spelades mållös, IFK vann på straffläggning och fick sin femte titel i cupen. Den 9 oktober åkte IFK till Bergamo, Italien, för att spela en träningsmatch mot Atalanta BC. Matchen spelades på förfrågan från Glenn Strömberg, och var tillägnad familjen Bortolotti, och slutade 4–0 till Atalanta.

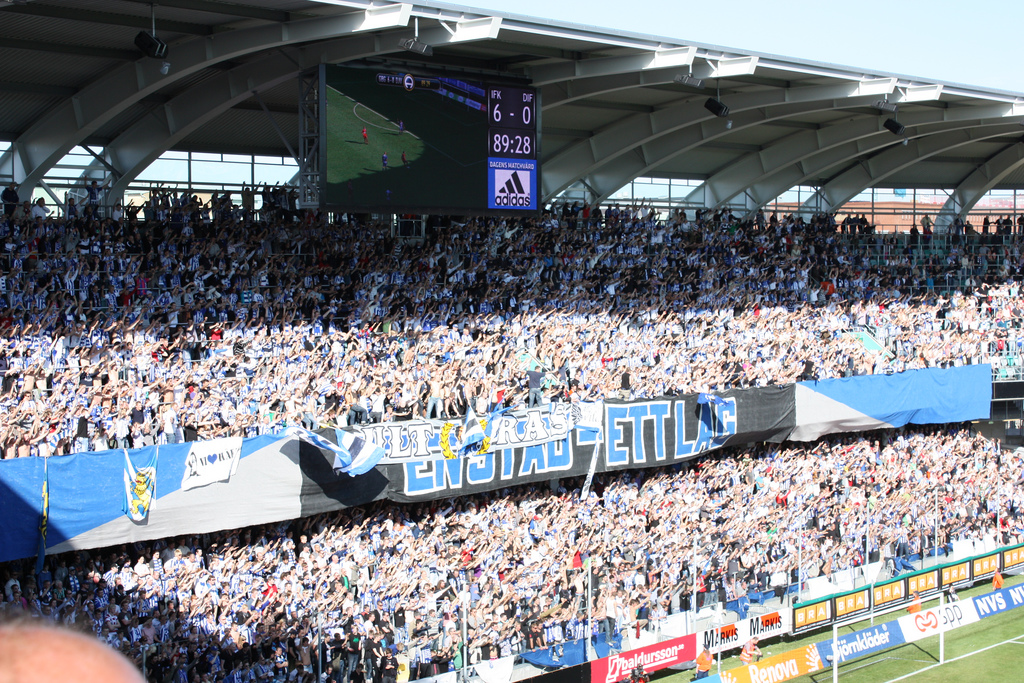
IFK:s supportrar i premiären 2009 på Gamla Ullevi.

I andra omgången av 2009 års säsong spelade IFK sin första match på nybyggda Gamla Ullevi och besegrade Djurgårdens IF med 6–0 inför 18 276 åskådare. Den nya arenan blev publikmässigt ett stort lyft för klubben som med 13 813 åskådare per match 2009 ökade publiksnittet med 40% jämfört med föregående år. Laget ledde allsvenskan vid sommaruppehållet, fick en svacka på grund av spelarskador under sensommaren men kom åter upp i toppen, och förlorade mot AIK i den sista och avgörande omgången. Även i svenska cupen tog IFK Göteborg en andraplats efter en finalförlust på Råsunda, också mot AIK.
Den 10 september 2009 rankade Föreningen för fotbollshistoria och statistik IFFHS (Federation of Football History and Statistics) Europas mest framgångsrika fotbollsklubbar under 1900-talet med IFK Göteborg på 32:a plats. Detta efter framgångarna i Uefacupen, Europacupen och Champions League under 1980- och 1990-talet. På den 203 lag långa listan återfinns även Malmö FF som enda andra svenska förening på en 94:e plats, delad med bland andra Manchester City.
Efter en allsvensk match mot Örebro SK 2009 blev IFK Göteborg en världsnyhet när det visade sig att laget hade satt i system att flytta stolparna innan matchens början för att krympa målets storlek. Den dåvarande IFK-målvakten Kim Christensen undslapp böter och avstängning från Disciplinnämnden, som påpekade att den sortens förseelser ska rendera i gult kort. "Taktiken" följdes ändå av en drös med kritik, bland annat från AIK:aren Jos Hooiveld som gick till attack mot IFK Göteborg och kallade det för "patetiskt fusk". Flera stora nyhetssajter som BBC, Times Online och The Sun uppmärksammade fusket, där den sistnämnde publicerade nyheten på förstasidan med rubriken ”Stopper moves the goalposts. See footage as dodgy keeper shrinks goal”.

### 2010-talet
Under 2010 års försäsong besegrade klubben lag som FC Moskva, FC Nordsjælland och Aalborg och räknades som en av favoriterna att vinna allsvenskan – men tog endast tre segrar i allsvenskan under våren, och klubben var inblandad i nedflyttningsstriden. Under sensommaren avancerade klubben sig från trettonde till femte plats, och slutade sedermera på en sjundeplats. I Europa League-kvalet åkte IFK ut mot AZ Alkmaar trots en segermatch, men förlusten blev en målskillnadsaffär till IFK:s motgång. Under hösten gjorde klubben sin andra försäljning då Gustav Svensson såldes till turkiska mästarna Bursaspor.
SVT-programmet "Uppdrag Granskning" gjorde under sommaren 2010 ett reportage om IFK Göteborg och deras stjärnsponsor Prioritet finans, som avslöjade att factoring-bolaget gjorde affärer med grova ekobrottslingar. Trots att Uppdrag Gransknings reporter helt öppet utger sig för att behöva kontanter till svarta löner är Prioritet finans villiga att ha honom som kund. Enligt åklagaren Thomas Langrot på Ekobrottsmyndigheten var det fråga om "klockren misstanke om penningtvätt". IFK Göteborg berättade senare i ett pressmeddelande att samarbetet med skandalomsusade Prioritet finans skulle fortsätta trots Uppdrag Gransknings reportage och Finansinspektionens granskning.
IFK:s ledning valde, att ge Jonas Olsson fortsatt förtroende trots 2010 års misslyckande. Truppen förstärktes till 2011, men det blev ändå IFK:s sämsta allsvenska säsongsinledning sedan 1950-talet. Efter ytterligare värvningar hamnade klubben återigen på en sjundeplats i Allsvenskan och missade därmed chansen, att ta en av platserna till Europa League. I Svenska cupen gick IFK till semifinal mot Kalmar FF, men förlorade med 3–4 efter förlängning.

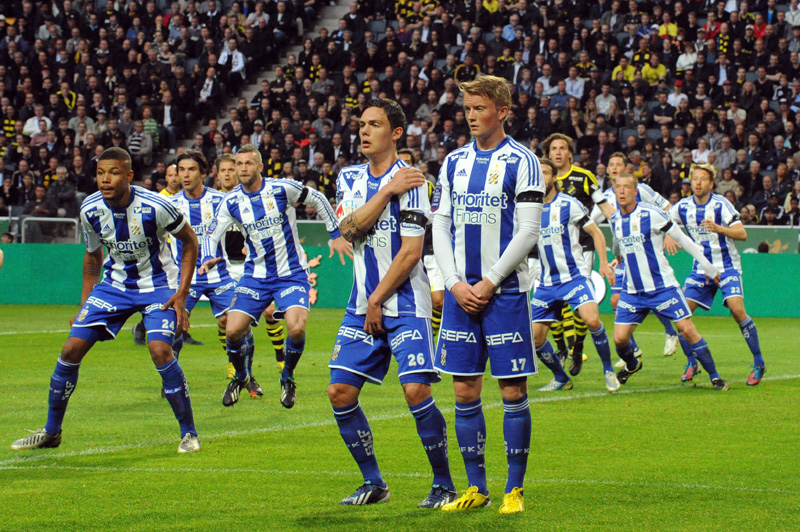
IFK Göteborg 2013.

En mer omfattande förnyelse av spelartruppen skedde till 2012 års säsong. Dessutom engagerades Mikael Stahre från AIK, som ny tränare i klubben. Av nyförvärven märktes särskilt Daniel Sobralense från Kalmar, som blev IFK Göteborgs förste brasilianske spelare. Detta gjorde klubben favorittippad i Allsvenskan och laget döptes om till "Real Blåvitt" av media. Det bar sig dock inte bättre än att IFK endast var en poäng från kvalplatsen efter nio raka matcher utan segrar under sommaren. Laget slutade till sist åter en gång på sjunde plats i Allsvenskan.
Säsongen 2013 vann klubben sin sjätte titel i Svenska cupen, efter finalseger mot Djurgården på Friends Arena den 26 maj 2013. I Svenska Supercupen förlorade laget borta mot Malmö med 3–2. Den allsvenska säsongen slutade med en tredjeplats för IFK Göteborg, och i Stefan Selakovics 200:e och sista allsvenska match med klubben stod han som ende målskytt. Inför säsongen 2014 valdes Karl Jartun till ny ordförande på klubbens årsmöte den 6 mars 2014, och i juni kom Mats Gren att efterträda Håkan Mild som sportchef. IFK Göteborg slutade tvåa i Allsvenskan 2014. Klubben vann Svenska cupen 2014/15, efter 2–1 hemma mot Örebro SK i finalen, vilket blev nye tränaren Jörgen Lennartssons första titel i turneringen. 19-årige Gustav Engvall stod som lagets ende målskytt i 2–1-segern borta mot AIK i den näst sista omgången av Allsvenskan 2015 där andraplatsen stod på spel.
I Allsvenskan 2016 slutade IFK Göteborg fyra medan det i Svenska cupen blev ett uttåg redan i gruppspelet för första gången sedan 2010, men laget nådde playoff i Europa League-kvalet. I det allsvenska mötet hemma mot Malmö den 27 april kastades ett knallskott mot Malmös Tobias Sana från hemmapublik, varefter gästerna tilldömdes seger med 3–0. Säsongen 2017 präglades av både sportsligt och ekonomiskt misslyckande, med en elfteplats i Allsvenskan 2017 och klubbens största minusresultat sedan verksamhetsberättelser funnits offentliga från 2008. Under säsongen 2018 var klubbens hemmapubliksnitt under 10 000 åskådare och laget slutade åter på elfte plats i Allsvenskan, men hade ett stort transferöverskott som resulterade i 1,3 MSEK vinst i slutändan.

### 2020-talet
2023 slutade IFK Göteborg på 13:e plats i Allsvenskan vilket var klubbens lägsta placering i Allsvenskan genom tiderna.
Den allsvenska säsongen 2024 slutade IFK Göteborg åter på 13:e plats. Laget samlade ihop 31 poäng under säsongen, lika många som IFK Värnamo. Göteborg undvek därmed plats 14, det vill säga negativt kvalspel, genom fler gjorda mål än Värnamo.

### Damlag
2019 meddelade IFK Göteborg att man nästa år skulle ställa upp med ett damlag i seriespel på seniornivå för första gången i klubbens historia. Laget skulle bestå av tonåringar från föreningens akademi. Inför säsongen 2020 blev klubben tilldelad en serieplats i Division 4. Laget kom tvåa efter likaledes nystartade Örgryte IS. År 2021 spelade laget i division 3 och vann serien. År 2022 vann man division 2 samt det efterföljande kvalet mot IF Viken, vilket gör att laget spelar i division 1 år 2023.

## Spelare

### Spelartruppen
| Nummer      | Land      | Spelare                | Födelsedatum      | Kom från               | Moderklubb             |           |
| Målvakter   | Målvakter | Målvakter              | Målvakter         | Målvakter              | Målvakter              | Målvakter |
| ----------- | --------- | ---------------------- | ----------------- | ---------------------- | ---------------------- | --------- |
| 1           | Sverige   | Pontus Dahlberg        | 21 januari 1999   | Watford                | Älvängens IK           |           |
| 25          | Sverige   | Elis Bishesari         | 9 maj 2005        | IFK Göteborg U         | Hässelby SK            |           |
| 31          | Sverige   | David Mikhail          | 13 december 1998  | IFK Värnamo            | Södertälje FF          |           |
| Försvarare  |           |                        |                   |                        |                        |           |
| 3           | Sverige   | August Erlingmark      | 22 april 1998     | Atromitos              | Sävedalens IF          |           |
| 4           | Ghana     | Rockson Yeboah         | 2 augusti 2004    | Young African Promises | Young African Promises |           |
| 5           | Danmark   | Jonas Bager            | 18 juli 1996      | Sporting Charleroi     | Randers                |           |
| 6           | Norge     | Anders Trondsen        | 30 mars 1995      | Trabzonspor            | Lillehammer            |           |
| 13          | Sverige   | Gustav Svensson        | 7 februari 1987   | Guangzhou City         | Azalea BK              |           |
| 18          | Sverige   | Felix Eriksson         | 21 maj 2004       | IFK Göteborg U         | Gais                   |           |
| 22          | Sverige   | Noah Tolf              | 13 augusti 2005   | IFK Göteborg U         | Gerdskens BK           |           |
| 29          | Danmark   | Thomas Santos          | 10 oktober 1998   | Horsens                | Young Boys FD          |           |
| Mittfältare |           |                        |                   |                        |                        |           |
| 8           | Sverige   | Imam Jagne             | 1 oktober 2003    | Mjällby AIF            | Solväders FC           |           |
| 14          | Norge     | Tobias Heintz          | 13 juli 1998      | CSKA Sofia             | Moss                   |           |
| 15          | Danmark   | David Kruse            | 15 maj 2002       | Valenciennes           | Sole                   |           |
| 23          | Island    | Kolbeinn Thórdarson    | 12 mars 2000      | Lommel                 | Breidablik             |           |
| 26          | Sverige   | Benjamin Brantlind     | 15 augusti 2008   | IFK Göteborg U         | IK Kongahälla          |           |
| 28          | Sverige   | Lucas Kåhed            | 26 juli 2002      | IFK Göteborg U         | Säffle FF              |           |
| 30          | Sverige   | Ramon Pascal Lundqvist | 10 maj 1997       | Göztepe                | Trekantens IF          |           |
| Anfallare   |           |                        |                   |                        |                        |           |
| 7           | Togo      | Sebastian Clemmensen   | 1 september 2003  | Hammarby IF            | Kastrup                |           |
| 9           | Danmark   | Max Fenger             | 7 augusti 2001    | Odense                 | Roskilde               |           |
| 10          | Sverige   | Hussein Carneil        | 9 maj 2003        | IFK Göteborg U         | IFK Trollhättan        |           |
| 11          | Kamerun   | Saidou Alioum          | 25 juli 2003      | Hammarby IF            | Sahel FC               |           |
| 16          | Sverige   | Linus Carlstrand       | 31 augusti 2004   | IFK Göteborg U         | Lerkils IF             |           |
| 17          | Norge     | Eman Markovic          | 8 maj 1999        | IFK Norrköping         | Lyngdal                |           |
| 19          | Albanien  | Arbnor Muçolli         | 15 september 1999 | Vejle                  | Fredericia             |           |
| 27          | Sverige   | Alfons Borén           | 13 september 2006 | IFK Göteborg U         | Lerkils IF             |           |

### Utlånade spelare
| Nr | Land            | Pos | Namn                                                    |
| -- | --------------- | --- | ------------------------------------------------------- |
| 24 | Elfenbenskusten | MF  | Abundance Salaou (i Utsiktens BK till 30 november 2025) |

### P19-Truppen 2023
| Nr | Land    | Pos | Namn                       |
| -- | ------- | --- | -------------------------- |
|    | Sverige | MV  | Elis Bishesari (-05)       |
|    | Sverige | MV  | Isak Felldin (-05)         |
|    | Sverige | MV  | Lucas Samuelsson (-04)     |
|    | Sverige | MV  | Vincent Johansson (-05)    |
|    | Sverige | F   | Angelo Isla Kulpa (-04)    |
|    | Sverige | F   | Bojan Petric (-04)         |
|    | Sverige | F   | Dante Lillskog (-05)       |
|    | Sverige | F   | Filip Wilholm Ekholm (-05) |
|    | Sverige | F   | Hampus Heed (-04)          |
|    | Sverige | F   | Oliwer Brodin (-04)        |
|    | Sverige | F   | Simon Jonasson (-04)       |
|    | Sverige | F   | William Jansson (-04)      |
|    | Sverige | MF  | Antonio Lindström (-05)    |
|    | USA     | MF  | Arvid Lindquist (-05)      |

| Nr | Land    | Pos | Namn                      |
| -- | ------- | --- | ------------------------- |
|    | Sverige | MF  | Assolo Mohamed (-06)      |
|    | Sverige | MF  | Danilo Glusica (-05)      |
|    | Sverige | MF  | Delmon Akbas (-05)        |
|    | Sverige | MF  | León Persson (-04)        |
|    | Sverige | MF  | Melwin Berg (-04)         |
|    | Sverige | MF  | Noah Tolf (-05)           |
|    | Sverige | MF  | Mohib Khalaf (-04)        |
|    | Sverige | MF  | Oliver Svahn (-04)        |
|    | Sverige | MF  | Oliver Thoreson (-06)     |
|    | Sverige | MF  | Tim Edén (-05)            |
|    | Sverige | MF  | Yesreb Ghafori (-05)      |
|    | Sverige | A   | Kevin Larsson Ajayi (-04) |
|    | Sverige | A   | Philip Nicoletti (-04)    |
|    | Sverige | A   | Vilmer Tyrén (-05)        |

### Minnesvärda spelare
Sexton av de följande spelarna har antingen blivit utvalda för "Bästa IFK-laget genom tiderna" år 2004 av läsarna i Göteborgs-Posten eller blivit invalda i "Drömlaget" som presenterades i klubbens officiella 100-årsjubileumsbok som publicerades 2004. Övriga har blivit utvalda efter att antingen ha spelat minst 500 matcher för IFK Göteborg, spelat minst 100 landskamper för Sverige, eller vunnit en Guldboll. Alla på listan har spelat minst 50 matcher för IFK Göteborg. 
 Årtalen inom parentes visar året de debuterade i laget.
- Början av 1900-talet–1920-talet: Erik Börjesson (1907), Filip "Svarte-Filip" Johansson (1924)
- 1930-talet–1940-talet: Arne Nyberg (1932), Gunnar Gren (1941)
- 1950-talet–1960-talet: Bengt "Fölet" Berndtsson (1951), Bertil "Bebben" Johansson (1955), Donald Niklasson (1967)
- 1970-talet: Torbjörn Nilsson (1974), Jerry Carlsson (1974), Ove Kindvall (1975), Björn Nordqvist (1975), Tommy och Tord Holmgren (1977), Glenn Hysén (1978), Ruben Svensson (1978), Glenn Strömberg (1979)
- 1980-talet: Stig Fredriksson (1980), Roland Nilsson (1983), Peter Larsson (1984), Mikael Nilsson (1988), Håkan Mild (1988), Thomas Ravelli (1989)
- 1990-talet: Magnus Erlingmark (1993), Niclas Alexandersson (1996)
- 2000-talet: Bengt Andersson (1998)

## Supportrar

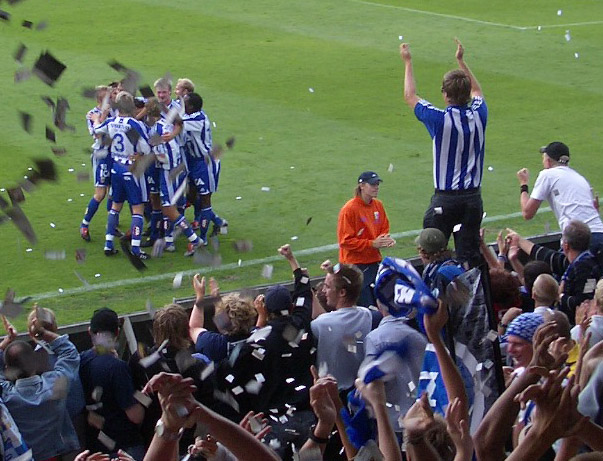
IFK Göteborgs supportrar firar ett mål mot Örebro SK 2004.

## Arenor

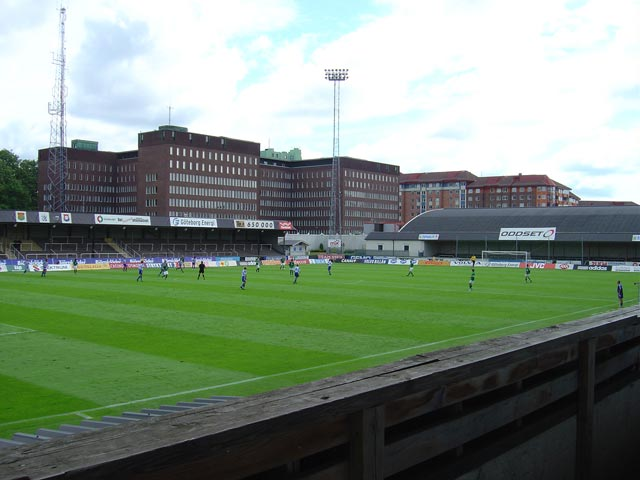
Gamla Ullevi sedd från nordväst.

## Ledarstruktur

### Styrelse och ledning
| Namn                    | Roll                |
| ----------------------- | ------------------- |
| Magnus Nilsson          | Ordförande          |
| Teresa Utkovic          | Vice ordförande     |
| Håkan Mild              | Klubbdirektör       |
| Jesper Jansson          | Fotbollschef        |
| Martina Sjögren         | Ekonomichef         |
| Magnus Andreasson       | Kommersiell chef    |
| Anna Landberg           | Marknadskoordinator |
| Elisabeth Anderton      | Hållbarhetsansvarig |
| Marcus Modéer           | Kommunikationschef  |
| Jonas Olsson            | Akademiansvarig     |
| Lars Dahlström          | Sekreterare         |
| Jessica Nauckhoff       | Styrelseledamot     |
| Fredrik Karlsson        | Styrelseledamot     |
| Andrej Häggblad Hristov | Styrelseledamot     |
| Rickard Ärlig           | Styrelseledamot     |
| Philip Haglund          | Styrelseledamot     |
| Ingalill Östman         | Styrelseledamot     |
| Peter Brandt            | Styrelseledamot     |

### Tränarstab
| Namn              | Roll                            |
| ----------------- | ------------------------------- |
| Stefan Billborn   | Chefstränare                    |
| Joachim Björklund | Assisterande tränare            |
| Marwan Salman     | Analytiker/Assisterande tränare |
| Magnus Edlund     | Tekniskt ansvarig               |
| Hannes Stiller    | Sportchef                       |
| Lee Baxter        | Målvaktstränare                 |
| Hakeem Araba      | Fystränare                      |
| Calle Persson     | Fysioterapeut                   |
| Fredrik Larsson   | Fysioterapeut                   |
| Kaj Leuther       | Fysioterapeut                   |
| Håkan Lindahl     | Materialförvaltare              |
| Rolf Gustavsson   | Materialförvaltare              |
| David Vukovic     | Scout                           |